# Doamna Chiajna
Doamna Chiajna (Polonia, 1525 – 1588) è stata una nobile romena, principessa reggente di Valacchia dal 1559 al 1575.
Figlia di Petru IV Rareș e nipote di Ștefan III cel Mare, sposò il duca valacco Mircea V il Pastore nel 1545.
Figura influente riguardo alle politiche sanguinose contro i boiardi,, dopo la morte di suo marito fu principessa reggente della Valacchia dal 1559 al 1575, in qualità di facente funzioni del figlio Petru I cel Tânăr.
Dopo una sanguinosa lotta contro i boiardi per il mantenimento del trono, si ritirò a Istanbul con i suoi figli, e nel 1568 fu esiliata ad Aleppo, in Siria. La viaggiatrice L. Rauchwolffen la definì "una donna esperta, conoscitrice delle lingue turca e araba". Morì nel 1588 ed è possibile che sia stata sepolta con rito islamico.